# (309239) 2007 RW10
(309239) 2007 RW10 ist ein Planetoid, der am 9. September 2007 an der Palomar-Himmelsdurchmusterung entdeckt wurde und zur Gruppe der Transneptunischen Objekte gehört. Der Asteroid läuft auf einer mäßig exzentrischen Bahn in 166 Jahren um die Sonne. Die Bahnexzentrizität seiner Bahn beträgt 0,30, wobei diese 36,18° gegen die Ekliptik geneigt ist.
Neuere Untersuchungen haben ergeben, dass er sich zurzeit auf einer Quasi-Umlaufbahn um den Planeten Neptun befindet, das ist eine hufeisenförmige Umlaufbahn um den Neptun, deren sonnennächster Punkt bei der Uranusbahn und deren sonnenfernster Punkt etwa doppelt so weit entfernt liegt.
Diese Quasi-Umlaufbahnen können den Planetoiden weit vom zugehörigen Planeten entfernen und meistens ist es sehr schwer, überhaupt zu erkennen, dass es sich um eine solche Quasi-Umlaufbahn um einen Planeten handelt. Aufgrund der großen Abstände zum zugehörigen Planeten verbleiben diese Zentauren nur wenige zehntausend Jahre in der derzeitigen Umlaufbahn.